# المعادي (نهم)

تعديل مصدري - تعديل

المعادي هي إحدى قرى عزلة الحنشات بمديرية نهم التابعة لمحافظة صنعاء، بلغ تعداد سكانها 269 نسمة حسب تعداد اليمن لعام 2004.